# René Quitral
René Quitral Encina (15 de septembre de 1924 - 27 de novembre de 1982) fou un futbolista xilè.

## Selecció de Xile
Va formar part de l'equip xilè a la Copa del Món de 1950.